# Blindarbeit
Die Blindarbeit oder Blindenergie ist ein Begriff der Elektrotechnik bei einem mit Wechselstrom versorgten elektrischen Verbraucher, der mehr elektrische Energie bezieht als er in Nutzenergie umwandelt. Dies tritt auf, wenn er ein elektrostatisches oder elektromagnetisches Feld aufbaut, dabei Energie speichert und diese dann wieder an den Stromversorger zurückschickt.
Ihr Formelzeichen ist {\displaystyle W_{b}{\text{ oder }}W_{Q}\,,\;W_{q}\,,\;E_{b}\,,\;E_{Q}\,,\;E_{q}\,.} Die Einheit ist die Varsekunde mit dem Einheitenzeichen vars, vorzugsweise verwendet wird die Kilovarstunde kvarh, entsprechend der Kilowattstunde bei der Wirkenergie.
Bei sinusförmiger elektrischer Spannung {\displaystyle u(t)} und Stromstärke {\displaystyle i(t)} mit der Periodendauer {\displaystyle T} bzw. bei der Verschiebungsblindleistung {\displaystyle Q} ist die in der Zeitspanne {\displaystyle t_{2}-t_{1}} transportierte (Verschiebungs-)Blindarbeit definiert durch
{\displaystyle W_{b}=\int \limits _{t_{1}}^{t_{2}}u\left(t-{\frac {T}{4}}\right)\ i(t)\ \mathrm {d} t=Q\cdot (t_{2}-t_{1})\,.}
Die Blindarbeit ist mit Blindstrom verbunden. Da dieser die Versorgungsnetze der Netzbetreiber belastet, ohne dass dem Endkunden damit Nutzenergie geliefert wird, ist er unerwünscht. Bei den meisten Stromlieferverträgen müssen bestimmte Grenzen der maximal bezogenen Blindleistung eingehalten werden, andernfalls sind höhere Netznutzungsentgelte zu zahlen. Hierzu wird die Blindenergie bei Großverbrauchskunden mit speziellen Energiezählern gemessen und bei Überschreitung der zulässigen Grenzen wird der übersteigende Anteil in Rechnung gestellt. Der Überschreitung der zulässigen Verschiebungsblindleistung kann durch den Einsatz von Anlagen zur Blindleistungskompensation entgegengewirkt werden. 
Bei Sinusgrößen stehen der Wirkfaktor {\displaystyle \cos \varphi }, die Blindleistung {\displaystyle Q} und die Wirkleistung {\displaystyle P} in der festen Beziehung {\displaystyle \tan \varphi =Q/P}.
Beispiele:
- Der Wirkfaktor ist größer 99 %, wenn die Blindleistung weniger als 14 % der Wirkleistung beträgt.
- Der Wirkfaktor ist größer 93 %, wenn die Blindleistung weniger als 39 % der Wirkleistung beträgt.
- Der Wirkfaktor ist größer 90 %, wenn die Blindleistung weniger als 48 % der Wirkleistung beträgt.